# Mézidon Vallée d’Auge
Mézidon Vallée d’Auge ist eine französische Gemeinde mit 9.678 Einwohnern (Stand: 1. Januar 2022) im Département Calvados in der Normandie. Sie gehört zum Kanton Mézidon Vallée d’Auge im Arrondissement Lisieux. 
Sie entstand mit Wirkung vom 1. Januar 2017 als Commune nouvelle durch die Zusammenlegung der bisherigen Gemeinden Les Authieux-Papion, Coupesarte, Crèvecœur-en-Auge, Croissanville, Grandchamp-le-Château, Lécaude, Magny-la-Campagne, Magny-le-Freule, Le Mesnil-Mauger, Mézidon-Canon, Monteille, Percy-en-Auge, Saint-Julien-le-Faucon und Vieux-Fumé. Diese sind seither Communes déléguées. Der Hauptort (Chef-lieu) ist Mézidon-Canon.

## Sehenswürdigkeiten

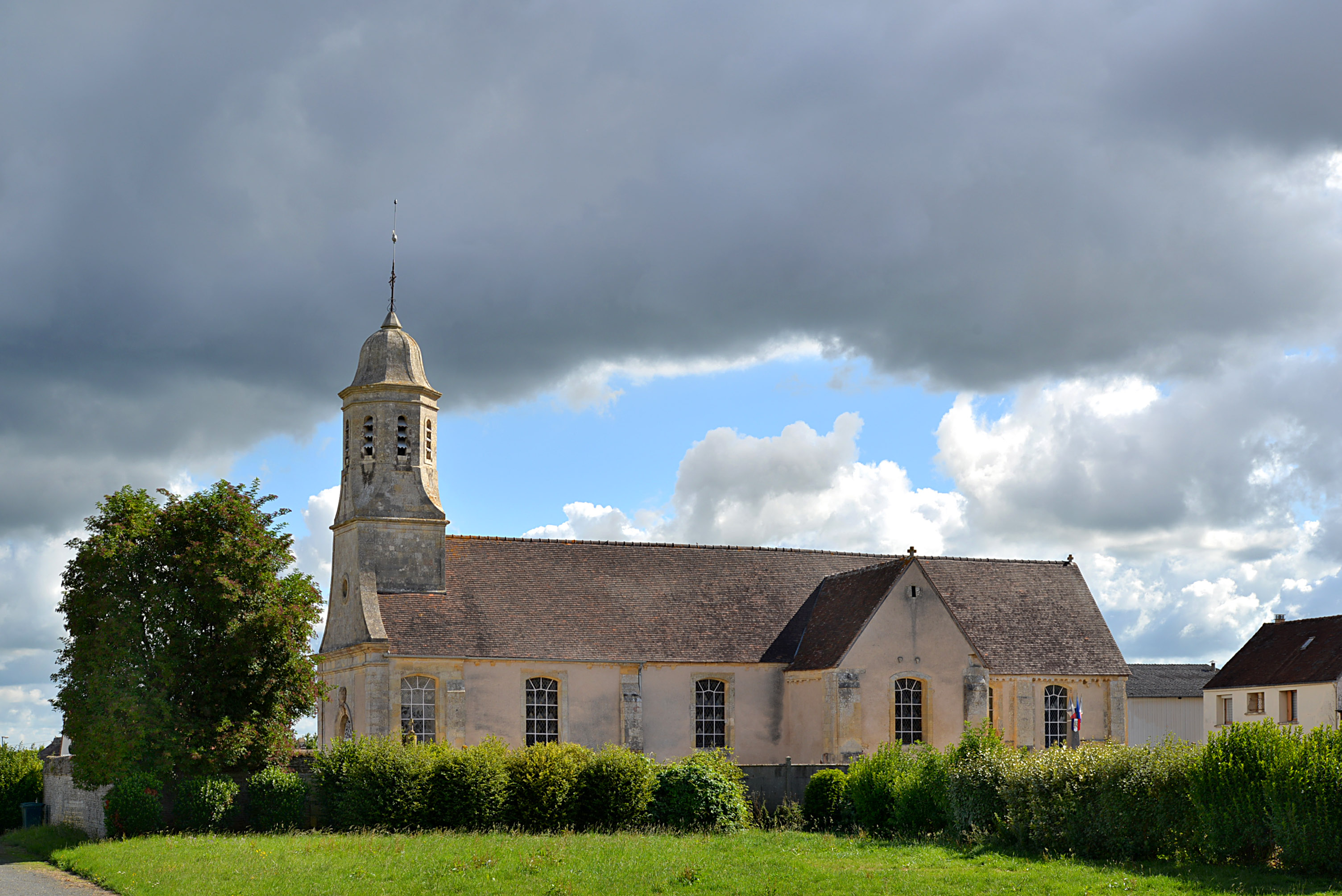
Kirche Saint-Germain im Ortsteil Vieux-Fumé

## Gemeindegliederung
| Ortsteil                          | ehemaliger INSEE-Code | Fläche (km²) | Einwohnerzahl (2016) |
| --------------------------------- | --------------------- | ------------ | -------------------- |
| Les Authieux-Papion               | 14031                 | 04,28        | .0063                |
| Coupesarte                        | 14189                 | 04,47        | .0043                |
| Crèvecœur-en-Auge                 | 14201                 | 02,15        | .0486                |
| Croissanville                     | 14208                 | 04,41        | .0544                |
| Grandchamp-le-Château             | 14313                 | 03,45        | .0085                |
| Lécaude                           | 14359                 | 08,14        | .0132                |
| Magny-la-Campagne                 | 14386                 | 06,26        | .0595                |
| Magny-le-Freule                   | 14387                 | 06,38        | .0342                |
| Le Mesnil-Mauger                  | 14422                 | 31,24        | 1.016                |
| Mézidon-Canon (Verwaltungssitz)00 | 14431                 | 10,92        | 4.891                |
| Monteille                         | 14444                 | 04,53        | .0153                |
| Percy-en-Auge                     | 14493                 | 07,04        | .0239                |
| Saint-Julien-le-Faucon            | 14600                 | 03,22        | .0700                |
| Vieux-Fumé                        | 14749                 | 06,69        | .0528                |